# Чижівка (Звенигородський район)
Чижі́вка — село в Україні, у Водяницькій сільській громаді Звенигородського району Черкаської області. Населення — 1029 чоловік.

## Розташування
Село розташоване за 25 км на захід від районного центру — міста Звенигородка та за 40 км від залізничної станції Звенигородка.

## Історія
Село засноване ще в часи Київської Русі. За історичними даними, населення, яке уціліло, переселилося на хутір, що належав селянину Чижу.
Село постраждало внаслідок геноциду українського народу, проведеного окупаційним урядом СССР 1923—1933 та 1946–1947 роках.
Під час Голодомору 1932—1933 років в селі померло 576 чоловік. У листопаді 2007 року на їх честь встановлено пам'ятний знак.
318 мешканців села брали участь у боях радянсько-німецької війни, 120 з них загинули, 150 нагороджені орденами й медалями. На братській могилі воїнів, що загинули при відвоюванні села споруджено пам'ятник.
05.02.1965 Указом Президії Верховної Ради Української РСР передано Чижівську сільраду Лисянського району до складу Звенигородського району.
Станом на початок 70-х років ХХ століття в селі розміщувалась центральна садиба колгоспу імені Жданова, за яким було закріплено 2 тисячі га сільськогосподарських угідь, в тому числі 1,8 тисячі га орної землі. Господарство спеціалізувалось на вирощуванні зернових і технічних культур, було розвинуте тваринництво і птахівництво.
Також на той час працювали середня школа, будинок культури, дві бібліотеки з фондом 7 тисяч книг, фельдшерсько-акушерський пункт.

## Сучасність
В селі працює чотири приватних магазина, загальноосвітня школа І-ІІІ ступенів, фельдшерсько-акушерський пункт, бібліотека, будинок культури, стадіон, відділення зв'язку, філія Ощадбанку. Один раз на тиждень в селі працює базар з торгівлі промисловими і продовольчими товарами.
Працює фермерське господарство. Два приватні підприємці орендують ставки, де розводять рибу.

## Відомі люди
В селі народився Ізидор Коперницький (1825–1891) — антрополог, лікар-хірург, професор Київського, пізніше Краківського університетів.